# LvivMozArt

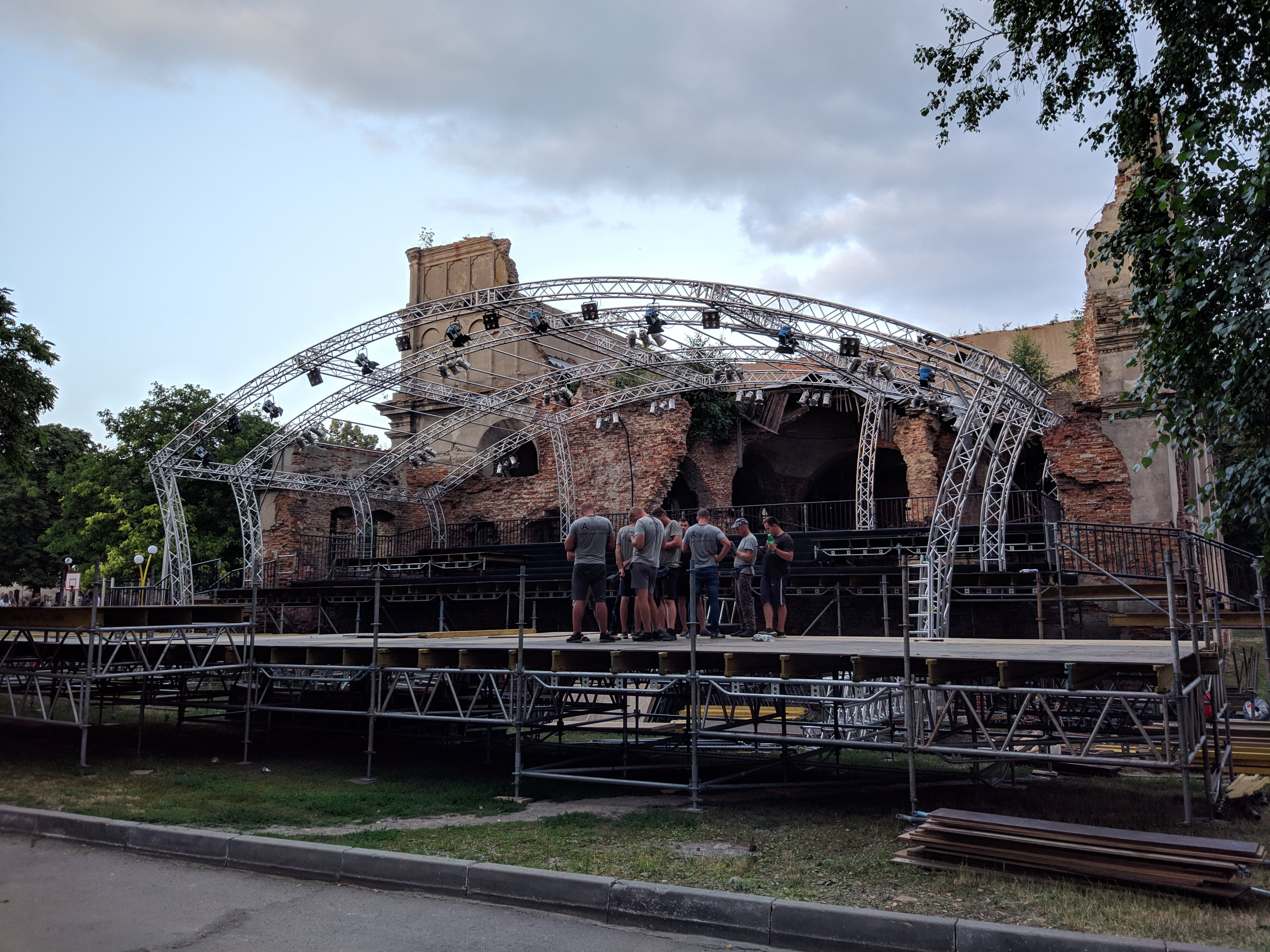
Un'immagine del festival all'aperto a Brody.

Il LvivMozArt è un festival internazionale di musica classica che si tiene ogni anno in Ucraina, e più precisamente dei dintorni delle città di Leopoli e Brody.
Notevolmente curioso come il suo nome non sia ispirato da Wolfgang Amadeus Mozart, ma bensì da suo figlio Franz Xaver Wolfgang Mozart, vissuto a Leopoli dal 1808 al 1838.
In occasione del LvivMozArt vanno in scena brani sia di musica classica che di musica contemporanea, eseguiti da musicisti provenienti da diversi Paesi europei, dagli Stati Uniti e dal Sud Africa tra cui la famosa conduttrice ucraina Yana Mokhonchuk.
L'ultima edizione pre-pandemia, si svolse nel 2019, ed richiamò circa 9.500 spettatori.